# Manga's Melody & Songs
Manga's Melody & Songs è un triplo CD realizzato dal gruppo I Cavalieri del Re nel 2008 e contiene tutti i loro lavori, riletti in chiave sinfonica e melodica.

## Tracce
CD 1:
1. La Spada Di King Arthur
2. Ranger Pier
3. Bye Bye Frankenstein
4. I Miei Sedici Anni
5. Kimba (Il Leone Bianco)
6. Chappy
7. In Ripa Di Porta Ticinese
8. Sasuke
9. Nel Villaggio Fantasia
10. Il Fantomatico Lupin
11. Lady Oscar
12. Minuetto Per La Regina
13. Canto per Andrè
14. Complotto A Corte
15. Alle Porte Della Rivoluzione
16. Nella Verde Valle
17. L'Uomo Tigre
18. Il Libro Cuore
19. L'Isola Dei Robinson
20. Bardonecchia
21. Il Circo

CD 2:
1. Le Avventure Di Gamba
2. Superauto Mach 5 Go!Go!Go!
3. Illusao No Samba
4. Nero Cane Di Leva
5. Cucciolo Nero
6. Tornare Al Vecchio West
7. Yattaman
8. Manichini Metropolitani
9. Calendar Men
10. Moby Dick 5
11. La Fanciulla Di Siena
12. La Ballata Di Fiorellino
13. Dolce Sandybell
14. Nino Il Mio Amico Ninja
15. La Fanciulla Di Le Fort
16. Lo Specchio Magico
17. Ugo Il Re Del Judo
18. La Domenica
19. Corvo Pennuto Furbo
20. Svegliati Muchacho
21. Luna Park

CD 3:
1. Ransie La Strega
2. Godam
3. Siam Tutti Italiani
4. Coccinella
5. Devilman
6. Jonathino
7. I Predatori Del Tempo
8. Gigi La Trottola
9. Sweet Mademoiselle
10. Il Fichissimo Del Baseball
11. Messaggero D'Amore
12. Caro Fratello
13. La Gallina Brasiliana
14. Digimon Spiriti Virtuali
15. Se Natale Verrà
16. La Piccola Nell
17. Piccola Piccola Nell
18. La Macchina Del Tempo
19. Lucca Medieval Suite
20. C'Erano Una Volta I 'CDR'